# Timmins

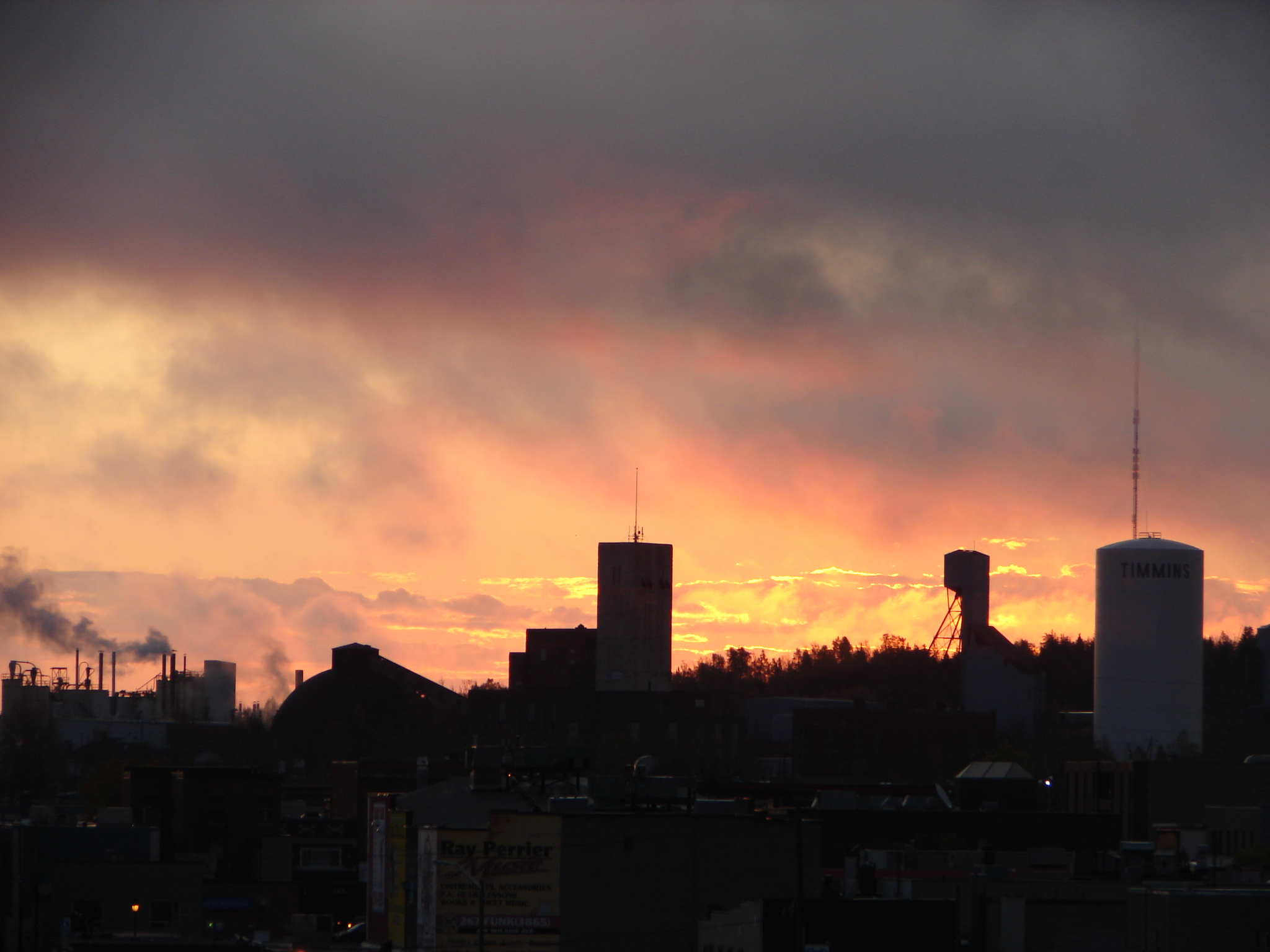
Timmins

Timmins é uma cidade do Canadá, no norte da província de Ontário, e às margens do Rio Mattagami.  Com 2,961.52 Km quadrados, Timmins é a segunda maior cidade do país em área, só perdendo para Sudbury. Sua população é de 43,686 habitantes (do censo nacional de 2001). A cantora Shania Twain foi criada em Timmins.